# Gohānd
Gohānd är en ort i Indien.   Den ligger i distriktet Hamīrpur och delstaten Uttar Pradesh, i den centrala delen av landet, 400 km sydost om huvudstaden New Delhi. Gohānd ligger 153 meter över havet och antalet invånare är 7 286.
Terrängen runt Gohānd är mycket platt. Runt Gohānd är det tätbefolkat, med 266 invånare per kvadratkilometer. Närmaste större samhälle är Rāth, 11,7 km söder om Gohānd. Trakten runt Gohānd består till största delen av jordbruksmark.